# Кеио
Кеио (慶応) је јапанска ера (ненко) која је настала после Генџи и пре Меиџи. Временски је трајала од маја 1865. до октобра 1868. године и била је последња ера Едо периоду. Владајући цареви били су Комеи и Меиџи. Нова ера именована је након Кинмон инцидента. Име Кеио у грубом преводу значи усхићен одговор.
Након ове ере, имена будућих периода означаваће се као имена ера јер ће се ере и периоди изједначити. Оне ће трајати од устоличења па до смрти актуелног цара а име ће добијати по посмртном имену преминулог владара.

## Важнији догађаји Кеио ере
- 1866. (Кеио 2): Завршена је изградња утврђења Горјокаку.
- 28. септембар 1866. (Кеио 2, двадесети дан осмог месеца): Шогун Ијемочи умире у Осаки.[2]
- 10. јануар 1867. (Кеио 2, пети дан дванаестог месеца): Јошинобу званично постаје шогун.[2]
- 30. јануар 1867. (Кеио 2, двадесетпети дан дванаестог месеца): Умире цар Комеи.[2]
- 10. новембар 1867. (Кеио 3, петнаести дан десетог месеца): Донет је едикт којим се одобрава обнова царске владе.[2]
- 6. јануар 1868. (Кеио 3, десети дан дванаестог месеца): Јавно је саопштена одлука о обнављању царске власти. Година 1868. започета је као Кеио 3 али Меиџи 1 постаје тек осмог дана деветог месеца, четврте Кеио године.[2]
- 27. јануар 1868. (Кеио 4, трећи дан првог месеца): Са битком на Тоба-Фушими почиње Бошин рат.
- 3. септембар 1868. (Кеио 4, седамнаести дан седмог месеца): Едо је преименован у Токио што у преводу значи „источна престоница“.[3]
- 8. октобар 1868. (Кеио 4, двадесеттрећи дан осмог месеца): Битка за Аизу.
- 12. октобар 1868. (Кеио 4, двадесетседми дан осмог месеца): Цар Меиџи је званично крунисан у Кјоту.[4]
- 23. октобар 1868. (Кеио 4/Меиџи 1, осми дан деветог месеца): Име ере се мења из Кеио у Меиџи. Признавање Меиџи ере обављена је поступно све 25. јануара 1868. (Кеио 4/Меиџи, први дан првог месеца). У исто време одобрена је званична амнестија.[4]

Године 1868. цар сели престоницу за Токио, а Едо замак постаје његова званична резиденција.
Реформе настале у овом временском периоду називају се Кеио реформе.

## Универзитет Кеио
Универзитет Кеио, који је основан 1858. (Ансеи 5), добио је име по овој ери седам година пре званичног почетка Кеио ере. Овај унивезитет данас је најстарија активна институција за високо образовање у Јапану.